# Велика Обарска
Велика Обарска је сеоско насеље у граду Бијељина, Република Српска, БиХ. Према попису становништва из 1991. у насељу је живјело 3.549 становника.
Овдје се налази Црква Светог Марка у Великој Обарској.

## Образовање
Основна школа „Петар Петровић Његош”.

## Привреда
У насељу се налази АД „Фабрика шећера Бијељина”.

## Спорт
Велика Обарска је сједиште фудбалског клуба Младост.

## Становништво
| Националност       | 1991. | 1981. | 1971. | 1961. |
| Срби               | 3.477 | 3.442 | 3.501 | 3.450 |
| Југословени        | 31    | 57    | 19    |       |
| Хрвати             | 4     | 5     | 3     | 3     |
| Муслимани          |       | 3     | 4     |       |
| Словенци           |       | 1     | 2     |       |
| Црногорци          |       |       | 1     | 1     |
| Македонци          |       |       | 1     |       |
| Мађари             |       |       | 1     |       |
| остали и непознато | 37    | 7     | 19    | 3     |
| Укупно             | 3.549 | 3.515 | 3.551 | 3.457 |

| Демографија | Демографија | Демографија |
| Година      | Становника  | Становника  |
| ----------- | ----------- | ----------- |
| 1948.       | 3.073       |             |
| 1953.       | 3.339       |             |
| 1961.       | 3.457       |             |
| 1971.       | 3.551       |             |
| 1981.       | 3.515       |             |
| 1991.       | 3.558       |             |

## Знамените личности
- Мирослав Миловановић, српски политичар и министар